# بوتيوكسيلة وارمبولدية
بوتيوكسيلة وارمبولدية (بالإنجليزية: Buttiauxella warmboldiae)‏ هي نوع بكتيريا من جنس بوتيوكسيلة. تم عزله من حلزون في سيدني في أستراليا.

## أصل التسمية
سمي هذا النوع نسبة لسابين وارمبولد.